# Kim Hee-won
Kim Hee-won (ur. 1 sierpnia 2001) – południowokoreańska hokeistka, reprezentantka kraju, olimpijka z Pjongczangu 2018.

## Kariera klubowa
W sezonie 2017/2018 była zawodniczką zespołu Ice Avengers w Korean Women's Hockey League.

## Kariera reprezentacyjna
Od sezonu 2016/2017 jest zawodniczką reprezentacji Korei Południowej, broniąc jej barw na mistrzostwach świata w 2017, 2018 i 2019 oraz grając w kwalifikacjach do igrzysk olimpijskich 2022. Najważniejszym turniejem w jej karierze były Zimowe Igrzyska Olimpijskie 2018, podczas których zagrała w 5 meczach dla reprezentacji zjednoczonej Korei.
Ponadto zagrała na Mistrzostwa Świata U18 w 2019.